# Eduard Pestel
Eduard Kurt Christian Pestel (Hildesheim, 29 de maio de 1914 — Hanôver, 19 de setembro de 1988) foi um projetista de produto, economista e político alemão.
Coautor com Mihajlo Mesarovic de Mankind at the turning point, a segunda reportagem do Clube de Roma em 1974, que expandiu e revisou as predições de Os Limites do Crescimento.

## Publicações
- Matrix methods in elastomechanics. Com Frederick A. Leckie, 1963.
- Dynamics. Com William T. Thomson, 1968.
- Statics . Com William Tyrrell Thomson, 1969.
- Multilevel computer model of world development system, April 29-May 3, 1974 : summary of the proceedings. Edior com M. Mesarovic, 1974.
- Mankind at the turning point. Com Mihajlo Mesarovic, 1974.
- Beyond the Limits to growth : a report to the Club of Rome, 1989.